# La tormenta (EP)
La tormenta es el segundo EP de la cantautora estadounidense Christina Aguilera. Lanzado el 30 de mayo de 2022, por Sony Music Latin. Este EP es el segundo de tres que formarán el noveno álbum de estudio de Aguilera, su segundo álbum en español.

## Antecedentes y grabación
Mientras grababa su segundo álbum en español en Miami, Aguilera pensó en una forma de combatir el hecho de que tarda "mucho tiempo entre disco y disco", queriendo encontrar una nueva forma de lanzar música. Desarrolló el concepto de un álbum de tres partes, cada una de las cuales reflejaba un tema diferente: la fuerza, la vulnerabilidad y la curación. La primera parte del álbum, La Fuerza que trata sobre la fuerza y la feminidad, se publicó el 21 de enero de 2022. Contó con los sencillos "Pa Mis Muchachas" con Becky G, Nicki Nicole y Nathy Peluso, "Somos Nada" y "Santo" con Ozuna fueron lanzados en octubre y noviembre de 2021 y enero de 2022 respectivamente. La Fuerza fue recibida con críticas positivas y debutó en el número 2 de la lista de álbumes de pop latino de Estados Unidos. El álbum completo en español, Aguilera fue lanzado el 31 de mayo de 2022 y contiene todas las canciones del EP La Tormenta así como su predecesor La Fuerza, y una nueva versión de "Cuando Me Dé la Gana" con la participación de Christian Nodal.

## Lista de canciones
| La tormenta track listing |                                              |                                                                                                  |                                                              |          |  |
| N.º                       | Título                                       | Escritor(es)                                                                                     | Producer(s)                                                  | Duración |  |
| 1.                        | «Suéltame» (con TINI)                        | Aguilera, Martina Stoessel, Andrés Torres, Vindver, Mauricio Rengifo, Arcaute y Dahlia           | Torres, Vindvet, Rengifo y Arcaute                           | 2:53     |  |
| 2.                        | «Brujería»                                   | Aguilera, Vindver, Gale, Miguel Andrés Martinez, Pablo Preciado, Arcaute y Salomón Villada Hoyos | Vindver, Feid, Arcaute y Slow                                | 2:45     |  |
| 3.                        | «Traguito»                                   | Aguilera, Andy Clay, Daniel Rondón, Vindver, Dahlia, Arcaute y Rafael Rodríguez                  | Clay, HoneyBoos (Rondón and R. Rodríguez), Vindver y Arcaute | 3:11     |  |
| 4.                        | «Cuando Me Dé la Gana»                       | Aguilera, Vindver, Jorge Luis Chacín, Dahlia, Arcaute, Yasmil Marrufo y Yoel Henríquez           | Vindver, Arcaute y Marrufo                                   | 3:26     |  |
| 5.                        | «Te Deseo lo Mejor»                          | Aguilera, Elena Rose, Vindver, Juan Diego Linares, Luis Barrera Jr., Arcaute y Edgar Barrera     | Vindver, Linares, L. Barrera Jr., Arcaute y E. Barrera       | 2:36     |  |
| 6.                        | «Cuando Me Dé la Gana» (con Christian Nodal) | Aguilera, Vindver, Jorge Luis Chacín, Dahlia, Arcaute, Yasmil Marrufo y Yoel Henríquez           | Vindver, Arcaute y Marrufo                                   | 3:26     |  |

Notas
- Todas las canciones son coproducidas por Afo Verde
- Todas las canciones son vocalmente producidas por Jean Rodríguez

## Historial de Lanzamiento
| Región | Fecha              | Formatos         | Discográfica     | Ref.  |
| ------ | ------------------ | ---------------- | ---------------- | ----- |
| Varios | 30 de mayo de 2022 | descarga digital | Sony Music Latin | [ 6 ] |